# تورتورا
تورتورا (به ایتالیایی: Tortora) یک منطقهٔ مسکونی در ایتالیا است که در استان کزنتزا واقع شده‌است.

## خصوصیات
تورتورا ۵۸٫۲۶ کیلومترمربع مساحت و ۵٬۹۷۴ نفر جمعیت دارد و ۳۱۲ متر بالاتر از سطح دریا واقع شده‌است.